# Pfeiffersche Regel
Die Pfeiffersche Regel ist eine von Carl C. Pfeiffer aufgestellte Hypothese aus der medizinischen Chemie über die pharmakologischen Eigenschaften von optisch aktiven Wirkstoffen. Sie besagt, dass je höher die Affinität eines chiralen Liganden zu seinem Protein ist, desto höher sei auch die Stereoselektivität, ausgedrückt durch das eudismische Verhältnis. Wenngleich sie für viele verschiedene Substanzgruppen erfolgreich angewendet wurde, gilt sie auf Grund der fehlenden Allgemeingültigkeit als umstritten. Die Gültigkeit der Regel beschränkt sich auf Liganden, deren Stereozentrum mittelbar oder unmittelbar an der Interaktion mit dem Protein beteiligt ist. Zudem wird die Flexibilität der Moleküle nicht berücksichtigt.